# Райт-Филлипс, Брэдли
Брэдли Райт-Фи́ллипс (англ. Bradley Edward Wright-Phillips; род. 15 марта 1985, Лувишем, Лондон, Англия) — английский футболист, нападающий. Приходится братом футболисту Шону Райт-Филлипсом, с которым у него одна мать, но разные отцы. Является родным сыном бывшего игрока «Арсенала» Иана Райта.

## Биография
Брэдли вырос в районе Южного Лондона, Брокли, посещал школу Kelsey Park в Бекенеме, а затем колледж Haberdashers Aske’s Hatcham в Нью-Кросс-Гейт.

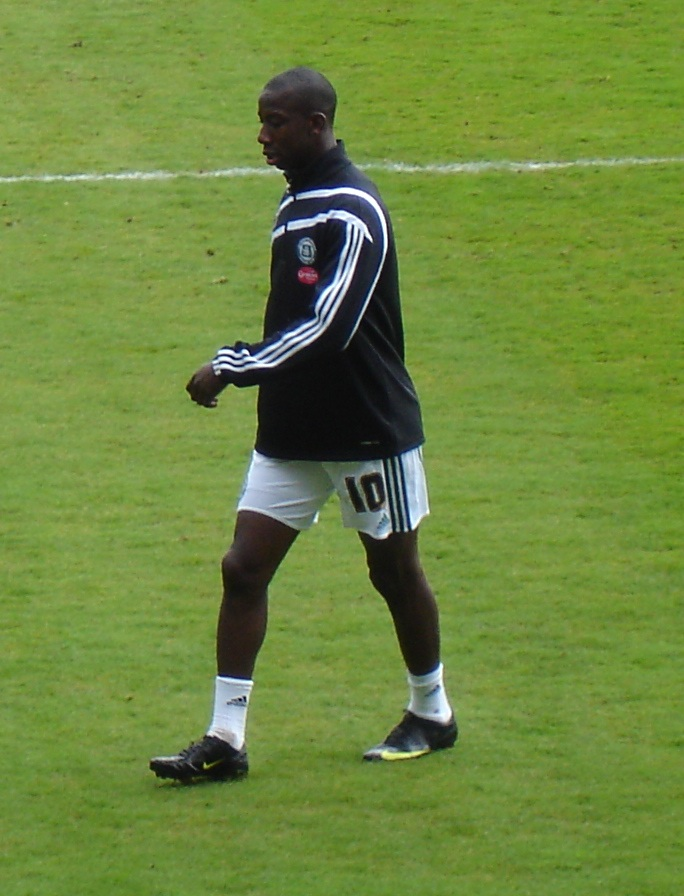
Райт-Филлипс в составе «Плимут Аргайл», 2010 год

Начал свою профессиональную карьеру в «Манчестер Сити» в Премьер-лиге, после чего выступал во второй и третьей лигах Англии за «Саутгемптон», «Плимут Аргайл», «Чарльтон Атлетик» и «Брентфорд».

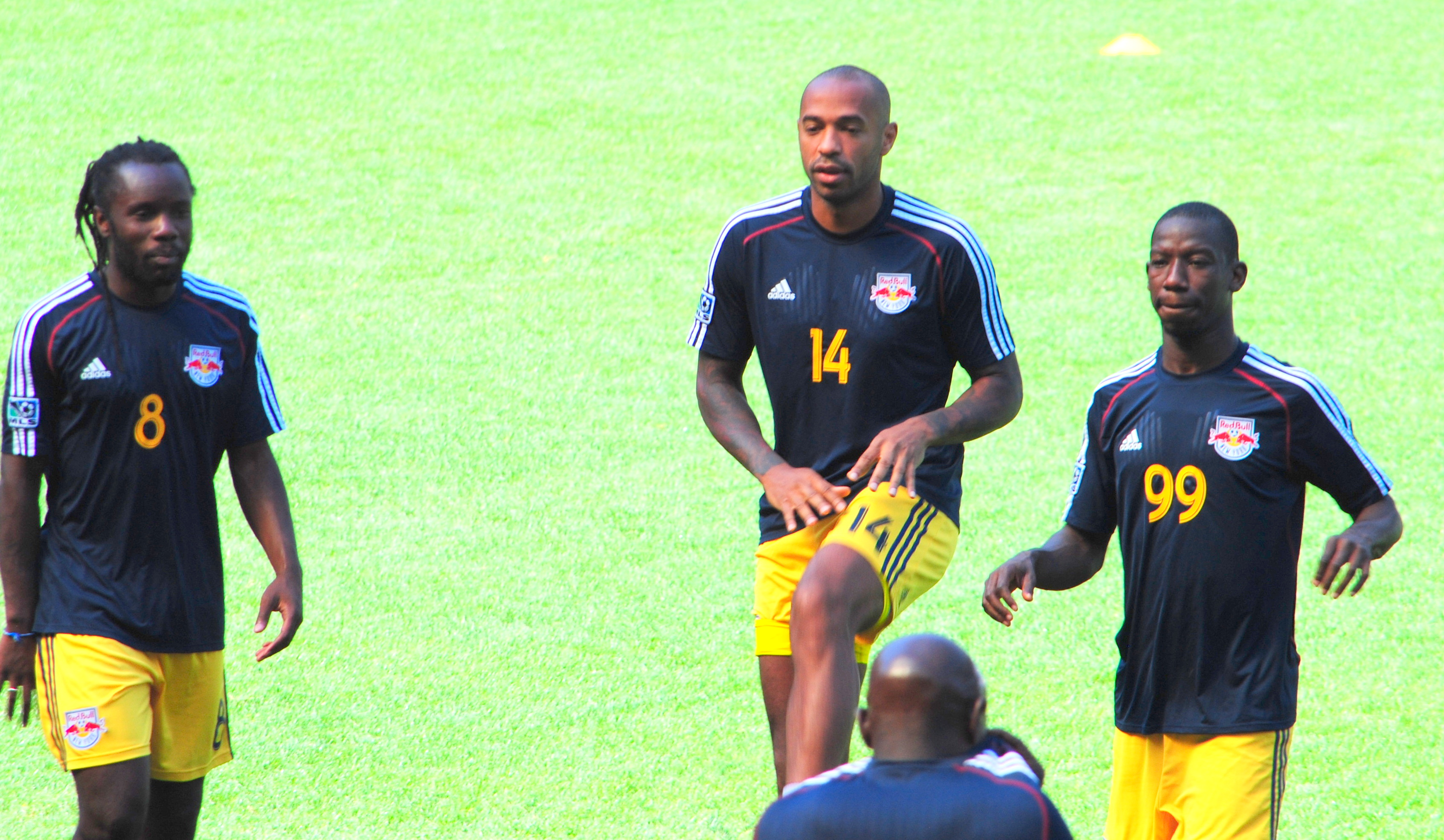
Райт-Филлипс (№ 99) на тренировке с Тьерри Анри (№ 14) и Пеги Люйиндюла (№ 8), 2014 год

В середине сезона 2013 года присоединился к клубу MLS «Нью-Йорк Ред Буллз» и стал с «красными быками» победителем регулярного чемпионата. В своём первом полном сезоне стал лучшим бомбардиром MLS, повторив рекорд лиги, забив 27 мячей, после чего подписал контракт по правилу назначенного игрока. В сезоне 2016 вновь стал лучшим бомбардиром MLS, забив 24 мяча. 29 марта 2017 года подписал новый многолетний контракт назначенного игрока. 25 июля 2018 года в матче против «Ди Си Юнайтед» забил свой 100-й гол в MLS. 5 августа 2018 года «Нью-Йорк Ред Буллз» объявил о выводе из обращения номера 99, под которым выступает Райт-Филлипс, после его ухода из клуба. По окончании сезона 2019 контракт Райт-Филлипса с «Нью-Йорк Ред Буллз» истёк.
14 февраля 2020 года Райт-Филлипс подписал контракт с ФК «Лос-Анджелес». Свой дебют за «чёрно-золотых», 13 июля в матче первого тура Турнира MLS is Back против «Хьюстон Динамо», отметил голом. По окончании сезона 2020 «Лос-Анджелес» не продлил контракт с Райт-Филлипсом.
23 декабря 2020 года Райт-Филлипс на правах свободного агента присоединился к «Коламбус Крю». За «Крю» дебютировал 8 апреля 2021 года в первом матче 1/8 финала Лиги чемпионов КОНКАКАФ 2021 против никарагуанского «Реала Эстели». В ответном матче 15 апреля забил свой первый гол за «Крю». По окончании сезона 2021 «Коламбус Крю» не стал продлевать контракт с Райт-Филлипсом.
8 марта 2022 года Брэдли Райт-Филлипс объявил о завершении футбольной карьеры.
Райт-Филлипс провёл пять матчей за сборную Англии до 20 лет в 2005 году.

## Личная жизнь
9 марта 2008 года Райт-Филлипс, наряду со своим одноклубником по «Саутгемптону» Натаном Дайером, был обвинён в краже денег, мобильных телефонов и других вещей из бара Bluu в Саутси, что было запечатлено на камеры видеонаблюдения.
25 марта Дайер и Райт-Филлипс были арестованы за кражу и были допрошены в полицейском участке Портсмута. 17 июня им были официально предъявлены обвинения в краже со взломом. Они предстали перед судом Портсмута 8 июля. Дайер был признан виновным в краже со взломом, и приговорён к общественным работам и штрафу. Райт-Филлипс не признал себя виновным, и решил судиться в Королевском суде. Он должен был предстать перед судьями Портсмута 2 сентября. Тем не менее, дело было прекращено окружным судьёй после правовой аргументации от адвоката Райт-Филлипса, о том что было недостаточно доказательств.
Через год он и его одноклубник Дэвид Макголдрик были арестованы по подозрению в нападении. 21-летний фанат рассказал полиции, что он был атакован двумя футболистами ночью на улице Саутгемптона, когда он возвращался домой, после чего игроки пошли распивать алкогольные напитки на улицах города. Инцидент якобы произошёл 7 февраля 2009 года. 13 марта клуб объявил: «После тщательного полицейского расследования, Королевская прокурорская служба решила не выдвигать никаких обвинений против Брэдли Райт-Филлипса или Дэвида Макголдрика, а также не принимать никаких дальнейших действий против них».

## Статистика
| Клуб               | Сезон   | Лига | Лига | Кубок       | Кубок       | Кубок Лиги | Кубок Лиги | Другое                  | Другое                  | Всего | Всего |
| Клуб               | Сезон   | Игры | Голы | Игры        | Голы        | Игры       | Голы       | Игры                    | Голы                    | Игры  | Голы  |
| ------------------ | ------- | ---- | ---- | ----------- | ----------- | ---------- | ---------- | ----------------------- | ----------------------- | ----- | ----- |
| Манчестер Сити     | 2004/05 | 14   | 1    | 1           | 0           | 2          | 0          | —                       | —                       | 17    | 1     |
| Манчестер Сити     | 2005/06 | 18   | 1    | 5           | 0           | 0          | 0          | —                       | —                       | 23    | 1     |
| Манчестер Сити     | Всего   | 32   | 2    | 6           | 0           | 2          | 0          | —                       | —                       | 40    | 2     |
| Саутгемптон        | 2006/07 | 39   | 8    | 2           | 0           | 3          | 3          | —                       | —                       | 44    | 11    |
| Саутгемптон        | 2007/08 | 39   | 8    | 3           | 0           | 1          | 0          | —                       | —                       | 43    | 8     |
| Саутгемптон        | 2008/09 | 33   | 6    | 0           | 0           | 1          | 0          | —                       | —                       | 34    | 6     |
| Саутгемптон        | Всего   | 111  | 22   | 5           | 0           | 5          | 3          | —                       | —                       | 121   | 25    |
| Плимут Аргайл      | 2009/10 | 15   | 4    | 1           | 0           | 0          | 0          | —                       | —                       | 16    | 4     |
| Плимут Аргайл      | 2010/11 | 17   | 13   | 1           | 0           | 1          | 0          | 2                       | 0                       | 21    | 13    |
| Плимут Аргайл      | Всего   | 32   | 17   | 2           | 0           | 1          | 0          | 2                       | 0                       | 37    | 17    |
| Чарльтон Атлетик   | 2010/11 | 21   | 8    | 0           | 0           | 0          | 0          | 0                       | 0                       | 21    | 8     |
| Чарльтон Атлетик   | 2011/12 | 42   | 22   | 3           | 0           | 0          | 0          | 0                       | 0                       | 45    | 22    |
| Чарльтон Атлетик   | 2012/13 | 19   | 1    | 1           | 0           | 1          | 0          | 0                       | 0                       | 21    | 1     |
| Чарльтон Атлетик   | Всего   | 82   | 31   | 4           | 0           | 1          | 0          | 0                       | 0                       | 87    | 31    |
| Брентфорд          | 2012/13 | 15   | 5    | 0           | 0           | 0          | 0          | 2                       | 0                       | 17    | 5     |
| Брентфорд          | Всего   | 15   | 5    | 0           | 0           | 0          | 0          | 2                       | 0                       | 17    | 5     |
| Клуб               | Сезон   | Лига | Лига | US Open Cup | US Open Cup | Плей-офф   | Плей-офф   | Лига чемпионов КОНКАКАФ | Лига чемпионов КОНКАКАФ | Всего | Всего |
| Клуб               | Сезон   | Игры | Голы | Игры        | Голы        | Игры       | Голы       | Игры                    | Голы                    | Игры  | Голы  |
| Нью-Йорк Ред Буллз | 2013    | 7    | 1    | 0           | 0           | 2          | 1          | —                       | —                       | 9     | 2     |
| Нью-Йорк Ред Буллз | 2014    | 32   | 27   | 1           | 0           | 4          | 4          | 0                       | 0                       | 37    | 31    |
| Нью-Йорк Ред Буллз | 2015    | 34   | 17   | 2           | 0           | 4          | 1          | —                       | —                       | 40    | 18    |
| Нью-Йорк Ред Буллз | 2016    | 34   | 24   | 2           | 0           | 2          | 1          | 2                       | 0                       | 40    | 25    |
| Нью-Йорк Ред Буллз | 2017    | 32   | 17   | 5           | 4           | 3          | 2          | 2                       | 1                       | 42    | 24    |
| Нью-Йорк Ред Буллз | 2018    | 32   | 20   | 1           | 1           | 4          | 0          | 6                       | 3                       | 43    | 24    |
| Нью-Йорк Ред Буллз | 2019    | 24   | 2    | 0           | 0           | 1          | 0          | 4                       | 0                       | 29    | 2     |
| Нью-Йорк Ред Буллз | Всего   | 195  | 108  | 11          | 5           | 20         | 9          | 14                      | 4                       | 240   | 126   |
| Лос-Анджелес       | 2020    | 18   | 8    | —           | —           | 3          | 1          | 0                       | 0                       | 21    | 9     |
| Лос-Анджелес       | Всего   | 18   | 8    | —           | —           | 3          | 1          | 0                       | 0                       | 21    | 9     |
| Коламбус Крю       | 2021    | 21   | 1    | 0           | 0           | 0          | 0          | 4                       | 1                       | 25    | 2     |
| Коламбус Крю       | Всего   | 21   | 1    | 0           | 0           | 0          | 0          | 4                       | 1                       | 25    | 2     |
| Всего              | Всего   | 506  | 194  | 28          | 5           | 32         | 13         | 22                      | 5                       | 588   | 217   |

## Награды и достижения

### Командные
- Чемпион Первой футбольной лиги: 2011/12
- Победитель регулярного чемпионата MLS (3): 2013, 2015, 2018
- Победитель Campeones Cup: 2021

### Личные
- Команда года по версии ПФА: 2010/11
- Золотая бутса MLS (2): 2014, 2016
- Символическая сборная MLS (2): 2014, 2016
- Участник Матча всех звёзд MLS (2): 2014, 2018
- Лучший игрок MLS по версии Castrol Index: 2014[24]
- Игрок года «Нью-Йорк Ред Буллз»: 2014[25], 2017[26], 2018[27]
- Игрок месяца в MLS: май 2016[28]
- Символическая сборная КОНКАКАФ: 2018[29]
- Возвратившийся игрок года в MLS: 2020[30]